# Sonata da camera
La sonata da camera è un tipo di composizione strumentale destinata a un'esecuzione secolare, ossia non in ambito religioso. È una forma strumentale del periodo barocco, in tre o più movimenti che ricalcano strutturalmente il modello della danza (talvolta con un movimento introduttivo), composto per uno o più strumenti melodici e basso continuo. Le op. 2 e 4 di Arcangelo Corelli (1653-1713) contengono tipici esempi di questa forma musicale. Dopo il 1700 circa questo genere converse progressivamente con la sonata da chiesa e il titolo sopravvisse solamente per indicare la tipologia da chiesa e generi combinati, così come titoli come partita o suite servivano a descrivere una raccolta di movimenti di danze.